# Nicki Thiim
Nicki Thiim, född 17 april 1989 i Sønderborg, är en professionell dansk racerförare och fabriksförare för Aston Martin Racing i FIA World Endurance Championship.
Han är son till racerföraren Kurt Thiim.

## Racingkarriär
Thiims karriär startade med karting. Därefter följde Formel Ford, där han blev dansk mästare 2006. Efter ett par år i standardvagnsracing gick han över till GT-vagnar i tyska Porsche Carrera Cup och ADAC GT Masters. 2013 blev han mästare i Porsche Supercup.